# Амфинемуры
Амфмнемуры (лат. Amphinemura) — род веснянок из семейства немуриды.

## Внешнее строение
Взрослые особи имеют узкое тело длиной от 5 до 10 мм. Крылья прозрачные или дымчатые, иногда с пятнистым рисунком. Шея с четырьмя жабрами, имеющими каждая от 5 до 16 ветвей. Церки одночлениковые. У личинок также имеются две пары разветвлённых шейных жабр. Длина тела личинки 5—8 мм.

## Биология
Личинки типичные обитатели холодных горных водотоков, питаются детритом. Развитие происходит с летней диапаузой. Имаго вылетает обычно осенью.

## Классификация
В мировой фауне около 180 видов.
- Amphinemura arcadia (Aubert, 1956)
- Amphinemura baei Ham & Lee, 1999
- Amphinemura banksi Baumann and Gaufin, 1972
- Amphinemura bella P.Zwick, 1977
- Amphinemura borealis (Morton, 1894)
- Amphinemura decemseta Okamoto, 1922
- Amphinemura guadarramensis (Aubert, 1952)
- Amphinemura hibernatarii Pardo, 1989
- Amphinemura lii Zhu, F. & D.Yang, 2003
- Amphinemura manipurensis Aubert, 1967
- Amphinemura palmeni (Koponen, 1917)
- Amphinemura quadrangularis Zwick, 1978
- Amphinemura rai Ham & Lee, 1999
- Amphinemura sperchiana Berthélemy, 1971
- Amphinemura standfussi (Ris, 1902)
- Amphinemura sulcicollis (Stephens, 1836)
- Amphinemura sumatrensis (Navás, 1930)
- Amphinemura tibetensis Zhu, F. & D.Yang, 2003
- Amphinemura triangularis (Ris, 1902)
- Amphinemura yangi Zhu, F. & D.Yang, 2003
- Amphinemura zwicki Teslenko, 2015

## Распространение
Представители рода встречаются в Северном полушарии от Арктики до юга Мексики, Северной Африки и Зондских островов.